# Гёзебек (река)
Гёзебек (нем. Gösebek) — небольшая река в районе Восточный Гольштейн земли Шлезвиг-Гольштейн на севере Германии. Впадает в Балтийское море в Шарбойце.

## География
Истоки Гёзебека расположены севернее озёр Зюзелер-Зе, Ташензе и Кляйнер-Пеницер-Зе, проходя через эти озёра он течёт на восток и впадает в Балтийское море в Шарбойце. Между озёрами Ташензе и Кляйнер-Пеницер-Зе ручей протекает по трубопроводу и проходит под искусственно созданным разрезом, так называемым «Датским жёлобом».
Первоначально река впадала в лагуну Хаффкрюгер, пока последняя не была осушена. В настоящее время образует дренажную канаву в низовьях реки Хаффвизен, лежащей ниже уровня моря, которая заканчивается насосной станцией между Шарбойцем и Хаффкругом.

## Галерея

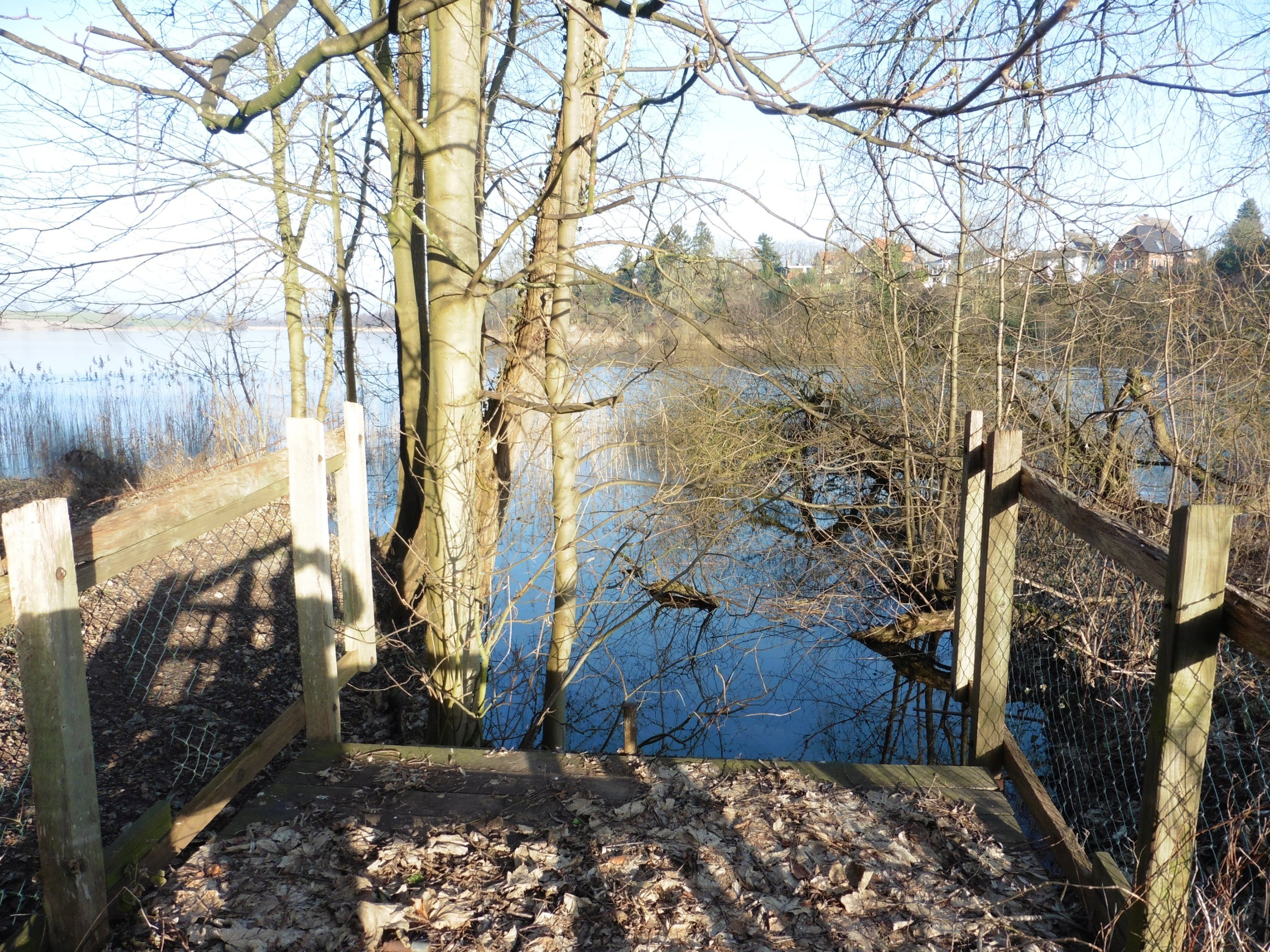
Исток Гёзебека из озера Ташензе
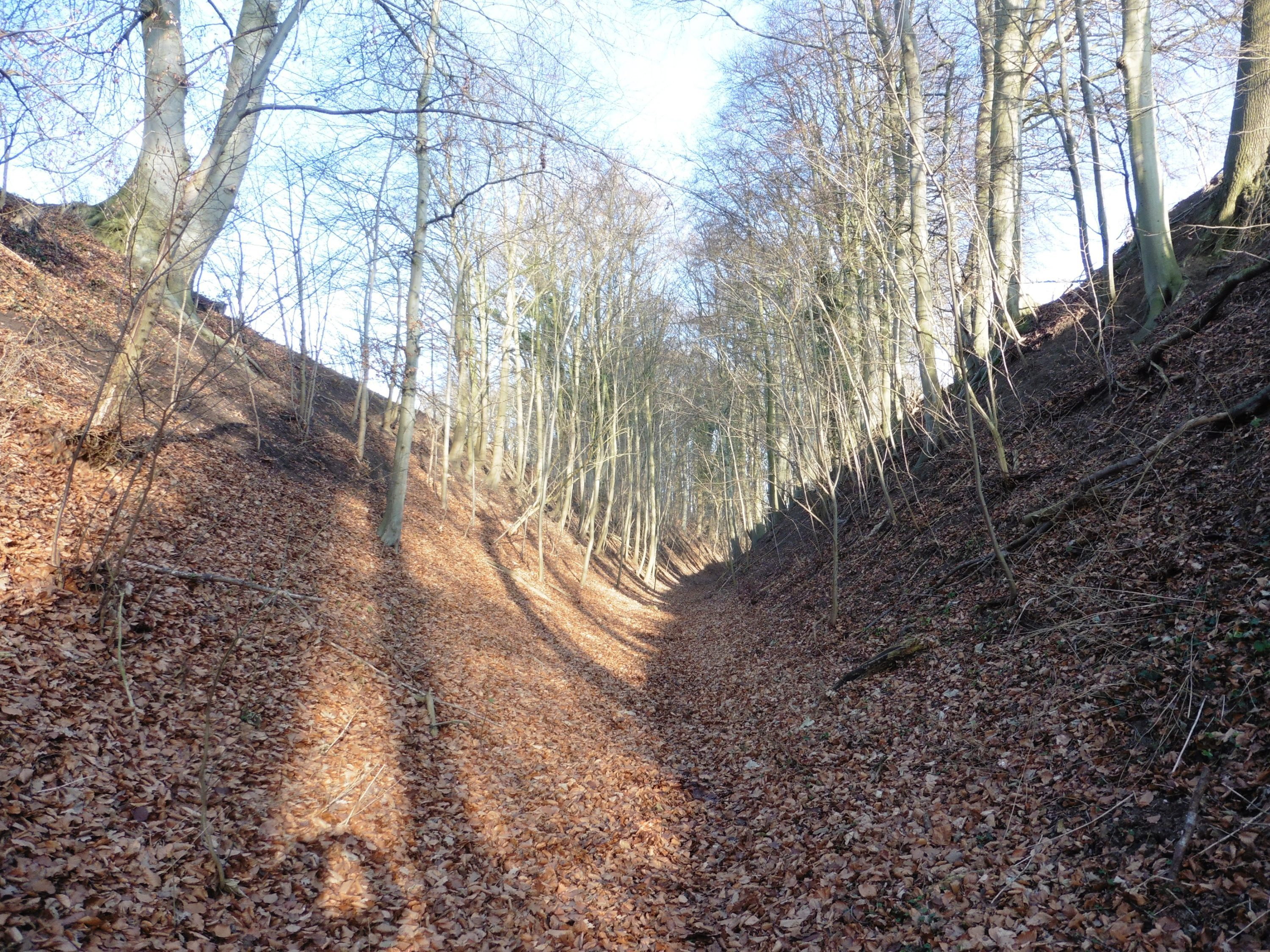
«Датским жёлоб» под которым протекает Гёзебек
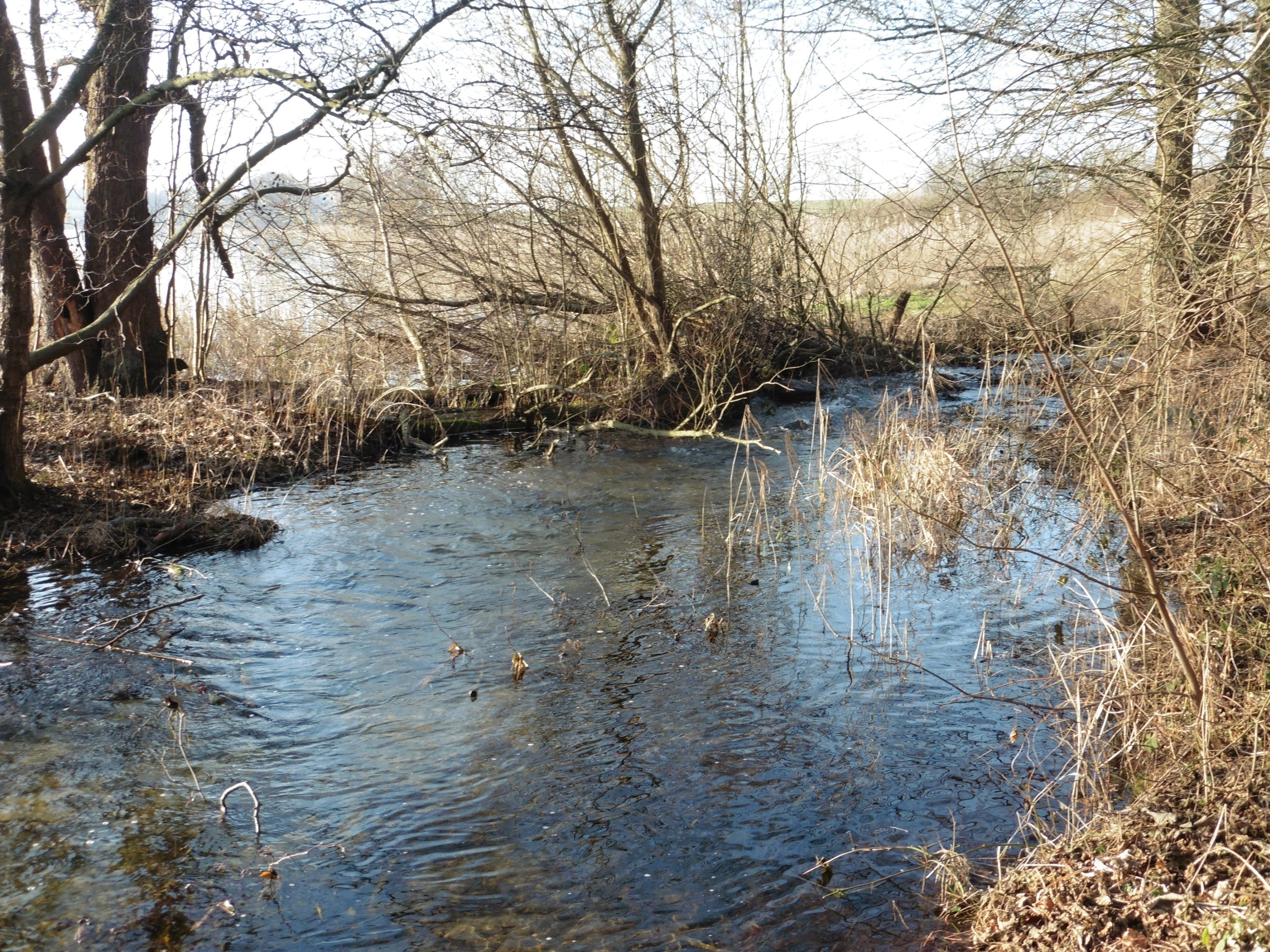
Впадение реки в озеро Кляйнер-Пеницер-Зе
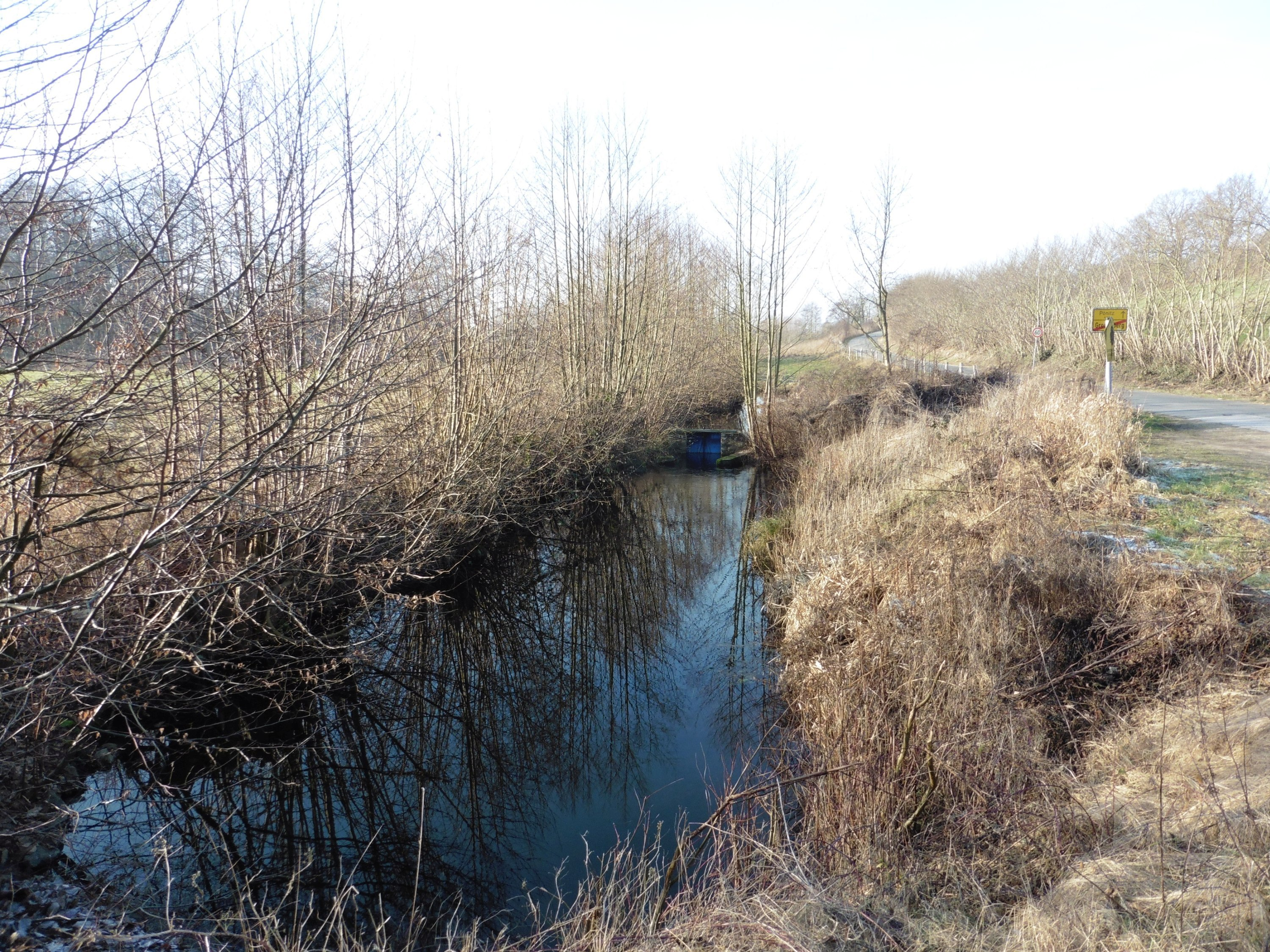
Гесебек близ небольшого озера Пеницер